# Amara (Nubien)

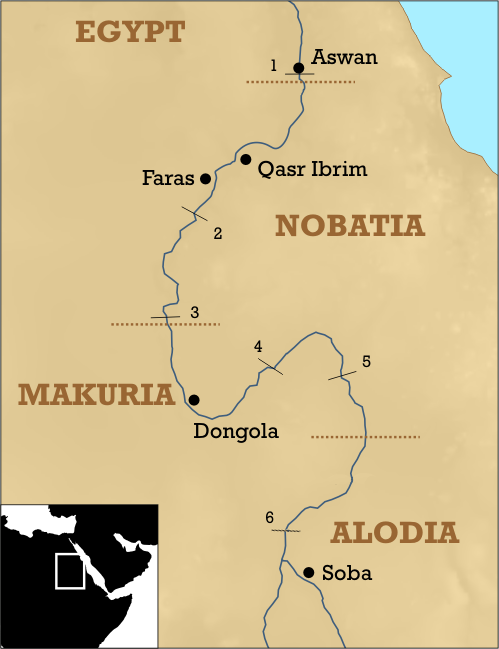
Der dritte Nilkaterakt ist mit "3" bezeichnet

Amara ist der moderne Name einer antiken Stadt in Nubien. Es wird meist Amara Ost und West unterschieden: Amara West liegt auf der Westseite des Nils, Amara Ost gegenüber auf der anderen Seite des Flusses. Die Orte liegen nördlich des 3. Nilkatarakts.

## Teile von Amara

### Amara West
Amara West wurde in der 19. Dynastie von Sethos I. gegründet und diente wohl auch, zumindest zeitweise, als Verwaltungszentrum. Hier war der Amtssitz des „Vertreters von Kusch“ (Reich von Kusch). Die befestigte Stadt war ca. 200 × 200 m groß. Hier stand ein großer Tempel von Ramses II. Der Name der Stadt war zunächst per Men-Maat-Re („Haus von Sethos I.“), wurde dann in Per Ramses-meri-Amun („Haus von Ramses II., geliebt von Amun“) und schließlich zu Chenem-Waset geändert.
Die eigentliche Stadt hatte eine Stadtmauer, die etwa 100 × 100 m groß war. Innerhalb der Stadt stand der Tempel. Westlich und östlich der Stadtmauer befanden sich substantielle Vorstädte, die zusammen etwa das Doppelte der ummauerten Stadt einnahmen. Nördlich der Stadt gab es große Friedhöfe. Innerhalb der Stadtmauer ist ein kleines Stadtviertel (E.13) seit 2008 ausgegraben worden. Hier standen diverse kleine Häuser mit drei bis sechs Räumen.

### Amara Ost
Amara Ost wurde in meroitischer Zeit bedeutend. Der meroitische Name lautete Pedeme. Hier stand ein von König Natakamani erbauter Tempel. Von diesem hat die Lepsius-Expedition noch acht dekorierte Säulen gesehen und teilweise dokumentiert. Von der Stadt sind heute nur noch wenige Reste der Stadtmauer erhalten.